# واجتسه
واجتسه (به لاتین: Ładzice) یک روستا در لهستان است که در گمینا واجتسه واقع شده‌است. واجتسه ۴۷۰ نفر جمعیت دارد.